# Rubus bifrons
Rubus bifrons — вид квіткових рослин родини трояндових (Rosaceae).

## Біоморфологічна характеристика
Це кущ, (3)10–50 дм, колючий. Стебла дугові, від рідко до густо запушених, не залозисті чи рідкісно залозисті; колючки помірно щільні, гачкуваті, 4–10 мм. Листки опадні чи напіввічнозелені, пальчасто складні; листочків 3–5, 6–15 × 4–9 см, краї від помірно до грубо зазубрених, верхівка гостра або загострена до коротко затупленої, абаксіальні (низ) поверхні сіро-зеленого відтінку, з гачкуватими шипами на найбільших жилках. Суцвіття кінцеві, іноді також пазушні, 10–60(100)-квіткові, щитоподібні. Квітконіжки з колючками. Квітки двостатеві; пелюстки від білих до рожевих, обернено-яйцеподібні або еліптичні до округлих, 10–15 мм. Плоди чорні, кулясті або субциліндричні, 1–2 см. 2n = 28, 48.

## Поширення
Поширення: Австрія, Бельгія, Люксембург, Нідерланди, Чехія, Франція, Німеччина, Швейцарія, Угорщина, Італія, Польща, Румунія, Словаччина, Словенія, Хорватія, Україна; інтродукований до США, Канади, Швеції, Норвегії.
В Україні наводиться для Закарпаття.

## Використання
Рослина збирається з дикої природи для місцевого використання для їжі. Її культивують як декоративну рослину в деяких частинах Північної Америки, де її можна використовувати як ґрунтопокривну рослину.